# Cristiana Ferrando
Cristiana Ferrando (Santa Margherita Ligure, 10 agosto 1995) è una tennista italiana.

## Biografia
È allenata dal padre Paolo, fratello dell'ex tennista professionista Linda Ferrando.
Ha vinto 4 titoli ITF in singolo e 3 in doppio.
Ha raggiunto il suo best ranking in singolo nel maggio 2022 (247ª).
Ha debuttato nel circuito maggiore nel 2016, al Guangzhou International Women's Open, dopo essere stata ripescata come lucky loser; è però uscita subito al primo turno per mano dell'uzbeka Nigina Abduraimova.
Nel 2017 e nel 2019 ha fallito l'ingresso al tabellone principale del Foro Italico.
Nel 2021 ha superato le qualificazioni del torneo di Portorose ma al primo turno è stata estromessa da Tamara Zidansek con un doppio 6-1. A ottobre ha partecipato al torneo di Tenerife grazie ad una wildcard che le ha permesso dunque di non disputare le qualificazioni, tuttavia è uscita subito, eliminata da Alison Van Uytvanck. Stessa situazione nel torneo di Courmayeur dove però a batterla è stata Qinwen Zheng. 
Nel 2022 ha superato le qualificazioni del torneo di Rabat ma è uscita poi al primo turno, per mano di Anna Bondar, in tre set. Successivamente ha giocato per la prima volta le qualificazioni di un torneo Slam, a Wimbledon, dove ha superato nel primo turno Antonia Lottner in rimonta. Nel secondo turno sul punteggio di 6-3, 3-5 contro Yuan Yue si è infortunata al ginocchio destro ed è stata costretta a ritirarsi.

## Statistiche ITF

### Singolare

#### Vittorie (4)
| Torneo $100.000 (0) |
| Torneo $80.000 (0)  |
| Torneo $75.000 (0)  |
| Torneo $60.000 (1)  |
| Torneo $50.000 (0)  |
| Torneo $40.000 (0)  |
| Torneo $25.000 (0)  |
| Torneo $15.000 (1)  |
| Torneo $10.000 (2)  |

| N. | Data             | Torneo                                        | Superficie | Avversaria in finale | Punteggio   |
| 1. | 14 marzo 2015    | Archigen Cup, Solarino                        | Cemento    | Irina Ramialison     | 6-3, 6-3    |
| 2. | 28 giugno 2015   | Cantanhede Ladies Open, Cantanhede            | Sintetico  | Kelly Versteeg       | 6-4, 7-6(6) |
| 3. | 26 febbraio 2017 | Nanjing Ladies Open, Nanchino                 | Cemento    | Guo Hanyu            | 6-0, 6-2    |
| 4. | 30 luglio 2017   | Challenger Banque Nationale de Granby, Granby | Cemento    | Katherine Sebov      | 6-2, 6-3    |

#### Sconfitte (10)
| Torneo $100.000 (0) |
| Torneo $80.000 (0)  |
| Torneo $75.000 (0)  |
| Torneo $60.000 (0)  |
| Torneo $50.000 (0)  |
| Torneo $40.000 (0)  |
| Torneo $25.000 (1)  |
| Torneo $15.000 (3)  |
| Torneo $10.000 (6)  |

| N.  | Data              | Torneo                                       | Superficie  | Avversaria in finale | Punteggio      |
| 1.  | 14 settembre 2014 | Forte Village International Tournament, Pula | Terra rossa | Martina Trevisan     | 4-6, 3-6       |
| 2.  | 5 luglio 2015     | Amarante Ladies Open, Amarante               | Cemento     | Julia Wachaczyk      | 5-7, 4-6       |
| 3.  | 2 novembre 2015   | AEGON Pro Series Loughborough, Loughborough  | Cemento (i) | Jana Fett            | 2-6, 1-6       |
| 4.  | 10 aprile 2016    | Heraklion Hellenic Zeus Circuit, Heraklion   | Cemento     | Viktorija Kan        | 4-6, 5-7       |
| 5.  | 17 aprile 2016    | Heraklion Hellenic Zeus Circuit, Heraklion   | Cemento     | Raluca Șerban        | 3-6, 6(4)-7    |
| 6.  | 27 agosto 2016    | Internazionali Città di Caslano, Caslano     | Terra rossa | Georgia Brescia      | 4-6, 1-3, rit. |
| 7.  | 26 novembre 2016  | Heraklion Hellenic Zeus Circuit, Heraklion   | Cemento     | Marta Paigina        | 4-6, 5-7       |
| 8.  | 17 marzo 2019     | Jolie Ville Golf Women's, Sharm el-Sheikh    | Cemento     | Hanna Kubarava       | 5-7, 4-6       |
| 9.  | 27 febbraio 2022  | Engie Open de la Ville de Macon, Mâcon       | Cemento (i) | Vitalija D'jačenko   | 4-6, 3-6       |
| 10. | 5 febbraio 2023   | Magic Tours, Monastir                        | Cemento     | Fiona Ferro          | 4-6, 3-6       |

### Doppio

#### Vittorie (3)
| Torneo $100.000 (0) |
| Torneo $80.000 (0)  |
| Torneo $75.000 (0)  |
| Torneo $60.000 (0)  |
| Torneo $50.000 (0)  |
| Torneo $40.000 (0)  |
| Torneo $25.000 (2)  |
| Torneo $15.000 (0)  |
| Torneo $10.000 (1)  |

| N. | Data           | Torneo                                     | Superficie  | Compagna             | Avversaria in finale                | Punteggio         |
| 1. | 16 aprile 2016 | Heraklion Hellenic Zeus Circuit, Heraklion | Cemento     | Dalma Gálfi          | Kseniia Bekker Raluca Șerban        | 6–4, 5–7, [14–12] |
| 2. | 16 giugno 2017 | Padova Challenge Open, Padova              | Terra rossa | Alice Matteucci      | Gabriela Cé Catalina Pella          | 2-6, 6-0, [11-9]  |
| 3. | 18 giugno 2021 | Swedish Ladies, Jönköping                  | Terra rossa | Oana Georgeta Simion | Jacqueline Cabaj Awad Carole Monnet | 7-5, 6-4          |

#### Sconfitte (6)
| Torneo $100.000 (0) |
| Torneo $80.000 (0)  |
| Torneo $75.000 (0)  |
| Torneo $60.000 (0)  |
| Torneo $50.000 (0)  |
| Torneo $40.000 (0)  |
| Torneo $25.000 (2)  |
| Torneo $15.000 (0)  |
| Torneo $10.000 (4)  |

| N. | Data              | Torneo                                             | Superficie  | Compagna          | Avversaria in finale                     | Punteggio        |
| 1. | 25 luglio 2014    | Internazionali Femminili Città di Viserba, Viserba | Cemento     | Georgia Brescia   | Luisa Marie Huber Natalia Siedliska      | 3-6, 4-6         |
| 2. | 12 settembre 2014 | Forte Village International Tournament, Pula       | Terra rossa | Stefania Rubini   | Alice Bladucci Angelica Moratelli        | 1-6, 4-6         |
| 3. | 5 settembre 2015  | GD Tennis Cup, Adalia                              | Cemento     | Chiara Grimm      | Despina Papamichail Nina Stojanović      | 6-1, 1-6, [5-10] |
| 4. | 14 ottobre 2016   | Forte Village International Tournament, Pula       | Terra rossa | Vivien Juhászová  | Camilla Rosatello Kathinka von Deichmann | 1-6, 6-3, [6-10] |
| 5. | 26 novembre 2016  | Heraklion Hellenic Zeus Circuit, Heraklion         | Cemento     | Michaela Boev     | Vlada Ekshibarova Raluca Șerban          | 4-6, 6(4)-7      |
| 6. | 15 aprile 2017    | Forte Village International Tournament, Pula       | Terra rossa | Camilla Rosatello | Georgina García Pérez Bernarda Pera      | 4-6, 3-6         |